# Широкая (балка, приток Малого Аджалыка)
Широкая (укр. Широка) — балка, правый приток реки Малый Аджалык, расположенная на территории Лимаского района (Одесская область, Украина).

## География
Длина — 11 км. Площадь бассейна — 39,2 км². Долина изредка изрезана ярами и промоинами. На протяжении почти всей длины пересыхает. Есть пруды.
Берёт начало северо-западнее села Ставки. Балка проходит в южном, юго-восточном направлении. Впадает в реку Малый Аджалык (на 14-м км от её устья) западнее села Шевченко.
Притоки: (от истока к устью) безымянные балки
Населённые пункты (от истока к устью):
1. Ставки